# 백자 철채 뿔잔
백자 철채 뿔잔(白磁 鐵彩 角杯)은 조선 초기의 백자 소뿔 모양 잔이다.
길고 뾰족한 모습이다. 입 부분은 유약을 닦아내고 가는 모래를 받쳐 구웠던 흔적이 남아 있으며, 몸체는 유연한 곡선을 이루며 좁아지면서 뾰족해지고 있다. 철사(산화 철)로 소뿔의 끝을 여러 번 칠해 소뿔과 같은 모습을 나타내고 있다.
유색은 담청을 머금은 백자유로 전면에 칠해졌다.
이러한 소뿔 모양의 뿔잔은 삼국시대 신라와 가야의 도기 뿔잔에서 보이는 것으로, 고려청자에도 이러한 청자 뿔잔이 알려져 있다. 농경사회 속에서 소에 대한 농경의식의 제사 등에서 사용하기 위한 소뿔 모양 뿔잔으로 특별히 제작한 것으로 보인다.
16세기 중반 광주의 번천리 관음리 등의 철화백자가 발견되는 가마에서 제작된 것으로 추정된다.